# Egon Johannes Greipl
Egon Johannes Greipl (* 19. September 1948 in Passau) ist ein deutscher Historiker und Denkmalpfleger. Er war von 1999 bis 2013 Generalkonservator des Bayerischen Landesamtes für Denkmalpflege.

## Leben
Egon Johannes Greipl ist Sohn des Bundeswehrgenerals Michael Greipl (1920–1995). Er besuchte die Volksschule in München und Koblenz, anschließend humanistische Gymnasien in Koblenz, Günzburg und Regensburg. Das Abitur legte er 1968 am Regensburger Albrecht-Altdorfer-Gymnasium ab. Nach dem Wehrdienst in der Bundeswehr studierte er in Regensburg bayerische, Neuere und Neueste Geschichte, Kirchengeschichte, Kunstgeschichte und Alte Sprachen. Die Promotion bei Andreas Kraus behandelte den Reichsprälaten Johann Baptist Kraus von St. Emmeram in Regensburg. Von 1977 bis 1981 war er Wissenschaftlicher Mitarbeiter am Haus der Bayerischen Geschichte in München (Ausstellung Wittelsbach und Bayern 1980), anschließend bis 1984 am Deutschen Historischen Institut in Rom, danach bis 1989 Akademischer Rat a. Z. am Institut für Bayerische Geschichte der Universität München. 1989 wurde er Leiter der Landesstelle für die nichtstaatlichen Museen in Bayern beim Bayerischen Landesamt für Denkmalpflege München. Vier Jahre später wurde er zum Kulturreferenten der Stadt Regensburg gewählt, in dieser Funktion war er von 1993 bis 1999 berufsmäßiger Stadtrat in Regensburg. 1999 war er fünf Monate als Oberstleutnant im SFOR-Einsatz in Bosnien-Herzegowina. Von 1999 bis Ende November 2013 war er Generalkonservator und damit Leiter des Bayerischen Landesamtes für Denkmalpflege. 2003 wurde er zum Honorarprofessor der Universität Bamberg ernannt.
Nach dem Ende seiner Amtszeit als Generalkonservator des Bayerischen Landesamtes für Denkmalpflege verlegte Greipl seinen Wohnsitz wieder nach Passau, wo er von 2014 bis 2020 für die ÖDP als Ehrenamtlicher in den Stadtrat einzog. Greipl steht bis heute im Lehrbeauftragtenverzeichnis der Ludwig-Maximilians-Universität München.
Seit 2015 engagiert er sich ehrenamtlich für die Rettung des denkmalgeschützten ehemaligen Gasthauses Zur Fels’n und setzte sich in seinem politischen Amt als Stadtrat für den Erhalt historischer Bauten ein.
Greipl ist Mitglied der katholischen Studentenverbindung KStV Agilolfia Regensburg.

## Causa Greipl
Das Landesdenkmalamt hatte während Greipls Amtszeit im Jahr 2013 selbständige Helfer über Werkverträge beschäftigt, um die Liste der Bau- und Bodendenkmäler in Bayern überprüfen und digitalisieren zu lassen. Der Ingolstädter Archäologe Daniel Meixner, der von 2005 bis 2009 insgesamt 10 Werkverträge hintereinander, aber keine Festanstellung erhalten hatte, klagte 2010 gegen diese Tatsache und bekam vor dem Arbeitsgericht recht. Das Urteil wurde auch in zweiter und dritter Instanz, zuletzt vor dem Bundesarbeitsgericht bestätigt, da hier kein Werkvertrag mehr bestand, sondern ein sozialversicherungspflichtiger Arbeitsvertrag (Az. 10 AZR 282/12). Trotz dieser Urteile ließ Greipl weiterhin für die Helfer in rund 90 Fällen mehrfach hintereinander laufende Werkverträge ausstellen. Dies führte zur Klage des Freistaats gegen Greipl, da der Freistaat für diese Verträge rund 730.000 Euro an Sozialabgaben nachzahlen sollte. Während der ersten Verhandlung 2018 wurde Greipl von Mitarbeitern des Denkmalamtes, darunter dem Justitiar, schwer belastet. Der Freistaat Bayern forderte die rund 730.000 Euro von Greipl zurück. Greipl wurde 2019 vom Verwaltungsgericht zur Zahlung verurteilt, das Urteil wurde Ende 2021 in zweiter Instanz bestätigt und ist rechtskräftig. Laut BR wurde die Summe vom Freistaat auf 450.000 Euro reduziert.
Das für die Werkverträge zuständige Referat Z1 wurde von Greipls Ehefrau geleitet, das für die Rückrufung nicht legaler bzw. ungültiger Werk- bzw. Arbeitsverträge zuständig war. 
Die Mehrheit der von den vorenthaltenen Zahlungen Geschädigten musste sich mit dem insgesamt entstandenen Schaden von etwa 2.000.000 Euro abfinden: In Greipls Amtszeit wurden weit mehr als die rund 90 vor Gericht verhandelten Werkverträge abgeschlossen, mehr als 100 Verträge waren aber zum Zeitpunkt der Klage bereits verjährt. Zusätzlich begann die Staatsanwaltschaft München I ab 2019 wegen des Verdachts auf Untreue gegenüber dem Dienstherren zu ermitteln. 2022 wurde bekannt, dass die Anklage wegen des „Verdachts auf Vorenthalt und Veruntreuung von Arbeitsentgelt in 27 Fällen“ vom Münchner Amtsgericht zugelassen wurde. Am 18. Juli 2023 wurde Greipl vom AG München zu einer Bewährungsstrafe von sieben Monaten verurteilt.
Greipls Anwälte reichten 2022 eine Petition ein, in der gefordert wird, dass der Freistaat Greipl die rund 730.000 Euro erlassen möge. Die Petition wurde unter anderem von Charlotte Knobloch, Hans Maier und Ulrike Scharf unterstützt.

## Schriften (Auswahl)
- Abt und Fürst. Leben und Leistung des Reichsprälaten Johann Baptist Kraus von St. Emmeram zu Regensburg (1700–1762). Marquardt, Regensburg 1980 (Zugleich: Regensburg, Univ., Diss.: Fürstabt Johann Baptist Kraus von St. Emmeram zu Regensburg (1700–1762).).
- Macht und Pracht. Die Geschichte der Residenzen in Franken, Schwaben und Altbayern. Pustet, Regensburg 1991, ISBN 3-7917-1249-7.
- als Herausgeber, mit Christian Quaeitzsch und Hubert Fehr: 100 Jahre Bayerisches Landesamt für Denkmalpflege. 1908–2008. 4 Bände. Pustet, München 2008, ISBN 978-3-7917-2119-4.
- als Herausgeber: Der Geschichte auf der Spur, Band 1. Volk Verlag, München 2011, ISBN 978-3-86222-000-7.
  - Band 2: Der Geschichte auf der Spur, 2. Etappe, Volk Verlag, München 2013, ISBN 978-3-86222-046-5.
  - Band 3: Der Geschichte auf der Spur, 3. Etappe, Volk Verlag, München 2013, ISBN 978-3-86222-102-8.